# Бург, Иосиф Кунович
Иосиф Кунович Бург (идиш יוסף בורג‎ — Йо(й)сеф Бург, нем. Josef Burg, англ. также Yoysef Burg; 30 мая 1912, Вижниц, Герцогство Буковина, Австро-Венгрия — 10 августа 2009, Черновцы, Украина) — еврейский писатель, который «оставался последним писавшим на идише прозаиком в Восточной Европе». Заслуженный работник культуры Украины (1993).

## Биография
Родился в Вижнице, одном из известных центров хасидизма на Буковине, в то время почти на 90 % населённом евреями. Отец был плотогоном, участвовал в Первой мировой войне как солдат австрийской армии. Когда на Буковину вступили русские войска, мать с сыном бежали в Венгрию и скрывались там до окончания войны.
Когда будущему писателю было 12 лет, семья переехала в Черновицы, где он стал учиться профессии портного, давал репетиторские уроки ученикам младших классов, вечером посещал румынскую гимназию, затем — курсы еврейских учителей. Одним из его учителей был Элиэзер Штейнбарг, с баснями и пьесами которого он познакомился в 9 лет и который оказал на него большое влияние.
В 1934 году дебютировал в газете «Черновицер блетер» (идиш טשערנאָוויצער בלעטער‎, «Черновицкие листки») с первым рассказом на идише — «На лесосплаве» (идиш אױפֿן פּליטנטרײַב‎ — афн плитнтрайб). Решение писать на идише, а не на немецком (литературном языке ассимилированного еврейского населения города), было сознательным. С тех пор в еврейской печати стали постоянно появляться его короткие новеллы, посвящённые в основном природе Карпат и людям Буковины. Они публикуются в «Черновицер блетер» вплоть до её закрытия румынскими властями в конце 1937 года в связи с запретом на еврейскую периодику в стране.
В 1935—1938 годах учился на факультете немецкой филологии Венского университета. После аншлюса был вынужден прекратить учёбу и вернулся в Черновицы.
В 1939 и 1940 годах в Бухаресте выходят два дебютных сборника рассказов Иосифа Бурга — «На Черемоше» («אויפֿן טשערמוש» — афн чермуш) и «Яд» («סם» — сам).
В 1940 году после присоединения Северной Буковины к СССР принял советское гражданство. В 1941 году по рекомендации Ицика Фефера был принят в Союз писателей СССР, но членский билет получить не успел. В начале войны успел эвакуироваться, мать была депортирована из города и погибла в Транснистрии. В эвакуации вначале оказался в АССР немцев Поволжья, затем жил в Узбекистане.
Вернувшись в Черновцы после войны, работал преподавателем немецкого языка. Кампания борьбы с «космополитизмом» и разгром еврейской культуры в СССР повергли Бурга в состояние творческого шока, и в его писательской деятельности наступает большой перерыв (ощущения того времени Бург передаёт в своей новелле «Рус».) Он уезжает из Черновцов, вынужденный бросить работу на кафедре в институте и диссертацию по творчеству Гейне.
В 1950-х годах преподаёт немецкий язык и литературу на Урале и в Москве. В 1958 году вместе с семьёй (женой и дочерью), возвращается в Черновцы, найдя город полностью изменившимся. Продолжает работать учителем немецкого языка и пишет на идише «в стол». В 1967 году в единственном в СССР издании на идише — московском журнале «Советиш геймланд» — впервые появляется его новый рассказ «Возвращение» («צוריק אהײם» цурик аһейм). В 1980 году выходит его первая книга в СССР — сборник рассказов «Жизнь продолжается» («דאָס לעבן גייט ווײַטער» дос лэбм гейт вайтер). В 1987 году его вновь принимают в Союз писателей СССР.
В эпоху перестройки активно включился в возрождение национальной жизни еврейской общины Черновцов, возглавил Общество еврейской культуры, названное в честь классика еврейской литературы, баснописца Элиезера Штейнбарга. В конце 1990 года общество после перерыва в 53 года возобновило издание газеты «Черновицкие листки» (на этот раз двуязычной — на русском языке и идише), её редактором стал Иосиф Бург.
Книги новелл и рассказов «Яд», «Жизнь продолжается», «Перекличка времён», «Запоздавший отголосок», «Цветы и слёзы» отдельными изданиями выходили в ФРГ, Австрии, Израиле, Италии в переводах на несколько европейских языков. В 2007 году к 95-летнему юбилею И. Бурга были изданы две его новые книги — «Девять» (на немецком языке) и «Встречи» (на идише). Существуют двуязычные немецко-идишские издания, в которых текст на идише набран латинским шрифтом.

## Награды и звания
- 1992 — Премия Сегала в области литературы (Израиль)
- 1993 — Заслуженный работник культуры Украины
- 1997 — Почётный гражданин города Черновцы
- 2002 — золотой Орден Почёта за Заслуги перед Австрийской Республикой
- 2002 — Орден «За заслуги перед Федеративной Республикой Германия»[9] (укр.)[7]
- 2003 — Медаль «За труд и доблесть»[10]
- 2007 — Крест почёта в области науки и искусства 1 класса (Австрия)[11]
- 2009 — Премия Теодора Крамера (Австрия)[12]
- Медаль «На славу Черновцов»

В Вижнице улица, где писатель жил в детстве, при жизни была названа его именем.

## Издания сочинений

### На идише
- אױפֿן טשערמוש (афн чермуш — на Черемоше). Бухарест, 1939.
- סם (сам — отрава). Бухарест, 1940.
- דאָס לעבן גײט װײַטער (дос лэбм гейт вайтэр — жизнь продолжается). М., Советский писатель, 1980.
- איבערוף פֿון צײַטן (иберуф фун цайтн — перекличка времён). М., Советский писатель, 1983.
- אַ פֿאַרשפּעטיקטער עכאָ (а фаршпэтиктэр эхо: дэрцейлунген, новелес, фарцейхенунген — запоздалое эхо: рассказы, новеллы, зарисовки). М., Советский писатель, 1990; двуязычное идиш-немецкое издание — Мюнхен: Kirchheim, 1999.
- אונטער אײן דאַך (унтэр эйн дах — под одной крышей). Черновцы: Маме-лошн, 1992.
- צװײ װעלטן (цвей велтн: дерцейлунген, скицн — два мира: рассказы, очерки). Одесса—Черновцы: Маме-лошн, 1997.
- צעװיקלטע סטעזשקעס (цевиклтэ стежкес: дэрцейлунген — запутанные тропинки: рассказы). Одесса: Маяк, 1997.

### На русском языке
- Жизнь продолжается: Новеллы. М.: Советский писатель, 1987.
- Запоздалое эхо: Рассказы, новеллы (двуязычное издание). М.: Советский писатель, 1990.

### На украинском языке
- Квіти й сльози: оповідання, нариси. Чернівці: Рідна мова, 1997.

### На итальянском языке
- La canzone dimenticata: racconti yiddish. Флоренция: La Giuntina, 2006.

### На немецком языке
- Ein Gesang über allen Gesängen: Erzählungen und Skizzen. Лейпциг: St.-Benno-Verlag, 1988; 2-е издание — 1993.
- Ein verspätetes Echo (двуязычное издание на идише и немецком языке). Мюнхен: Kirchheim, 1999.
- Irrfahrten: Ein ostjüdisches Leben. Винзен: Hans Boldt Literaturverlag, 2000.
- Jom Kippur. Винзен: Hans Boldt, 2001.
- Sterne altern nicht. Ausgewählte Erzählungen. Винзен: Hans Boldt, 2004 и Rimbaud-Verlag, 2011.
- Auf dem Czeremosz. Erzählungen. Винзен: Hans Boldt, 2005.
- Gift. Zwei Erzählungen. Винзен: Hans Boldt, 2005.
- Dämmerung. Erzählungen. Винзен: Hans Boldt Verlag, 2005.
- Mein Czernowitz. Винзен: Hans Boldt Verlag, 2006.
- Begegnungen — eine Karpatenreise. Винзен: Hans Boldt Verlag, 2006.
- Über jiddische Dichter. Erinnerungen. Винзен: Hans Boldt Verlag, 2007.
- Ein Stück trockenes Brot. Серия «Erzähler Josef Burg». Ausgewählte Erzählungen. Винзен: Hans Boldt Verlag, 2008.

### О нём
- Raphaela Kitzmantel. Die jiddische Welt von gestern: Josef Burg und Czernowitz. Mandelbaum, 2012.